# Coppa J.League 2020
La J.League Cup 2020 (2020年のJリーグカップ?), denominata Coppa J.League YBC Levain (2020 JリーグYBCルヴァンカップ?) per ragioni di sponsorizzazione, è stata la ventottesima edizione della Coppa di Lega nipponica di calcio.

## Formula
Il regolamento prevede una prima fase a gironi a cui prendono parte tutte le squadre della J.League Division 1 più una della J.League Division 2 (Matsumoto Yamaga), ad eccezione dei club qualificatisi in AFC Champions League 2020, che prendono parte alla competizione a partire dai quarti di finale.
Inizialmente, era prevista una fase a giorni con partite di andata e ritorno ma, a causa della pandemia da coronavirus, sono state eliminate le partite di ritorno. Inoltre, le prime classificate di ogni girone e la migliore seconda si sono qualificate direttamente per i quarti di finale anziché affrontare una sfida di spareggio. Sempre a causa della pandemia, i quarti e le semifinali sono stati di sola andata.

## Fase a gruppi

### Gruppo A
| Squadra           | Pt | G | V | N | P | RF | RS | DR |
| ----------------- | -- | - | - | - | - | -- | -- | -- |
| Kawasaki Frontale | 7  | 3 | 2 | 1 | 0 | 10 | 5  | +5 |
| Nagoya Grampus    | 7  | 3 | 2 | 1 | 0 | 6  | 2  | +4 |
| Kashima Antlers   | 3  | 3 | 1 | 0 | 2 | 5  | 6  | -1 |
| Shimizu S-Pulse   | 0  | 3 | 0 | 0 | 3 | 3  | 11 | -8 |

| 16 febbraio 2020  |       |                   |
| Nagoya Grampus    | 1 - 0 | Kashima Antlers   |
| Kawasaki Frontale | 5 - 1 | Shimizu S-Pulse   |
| 5 agosto 2020     |       |                   |
| Kashima Antlers   | 2 - 3 | Kawasaki Frontale |
| Shimizu S-Pulse   | 0 - 3 | Nagoya Grampus    |
| 12 agosto 2020    |       |                   |
| Nagoya Grampus    | 2 - 2 | Kawasaki Frontale |
| Shimizu S-Pulse   | 2 - 3 | Kashima Antlers   |

### Gruppo B
| Squadra          | Pt | G | V | N | P | RF | RS | DR |
| ---------------- | -- | - | - | - | - | -- | -- | -- |
| Cerezo Osaka     | 9  | 3 | 3 | 0 | 0 | 8  | 1  | +7 |
| Urawa Reds       | 6  | 2 | 1 | 0 | 1 | 5  | 3  | +2 |
| Vegalta Sendai   | 3  | 2 | 0 | 0 | 2 | 2  | 8  | -6 |
| Matsumoto Yamaga | 0  | 1 | 0 | 0 | 1 | 1  | 4  | -3 |

| 16 febbraio 2020   |       |                    |
| Urawa Red Diamonds | 5 - 2 | Vegalta Sendai     |
| Cerezo Osaka       | 4 - 1 | Matsumoto Yamaga   |
| 5 agosto 2020      |       |                    |
| Cerezo Osaka       | 1 - 0 | Urawa Red Diamonds |
| 12 agosto 2020     |       |                    |
| Vegalta Sendai     | 0 - 3 | Cerezo Osaka       |

### Gruppo C
| Squadra             | Pt | G | V | N | P | RF | RS | DR |
| ------------------- | -- | - | - | - | - | -- | -- | -- |
| Consadole Sapporo   | 7  | 3 | 2 | 1 | 0 | 6  | 2  | +4 |
| Sanfrecce Hiroshima | 4  | 2 | 1 | 0 | 1 | 3  | 2  | +1 |
| Yokohama FC         | 4  | 3 | 1 | 1 | 1 | 2  | 3  | -1 |
| Sagan Tosu          | 1  | 2 | 0 | 0 | 2 | 0  | 4  | -4 |

| 16 febbraio 2020           |       |                            |
| Sagan Tosu                 | 0 - 3 | Hokkaido Consadole Sapporo |
| Yokohama F.C.              | 0 - 2 | Sanfrecce Hiroshima        |
| 5 agosto 2020              |       |                            |
| Sagan Tosu                 | 0 - 1 | Yokohama F.C.              |
| Hokkaido Consadole Sapporo | 2 - 1 | Sanfrecce Hiroshima        |
| 12 agosto 2020             |       |                            |
| Hokkaido Consadole Sapporo | 1 - 1 | Yokohama F.C.              |
| Sanfrecce Hiroshima        | n.d.  | Sagan Tosu                 |

### Gruppo D
| Squadra         | Pt | G | V | N | P | RF | RS | DR |
| --------------- | -- | - | - | - | - | -- | -- | -- |
| Kashiwa Reysol  | 9  | 3 | 3 | 0 | 0 | 5  | 1  | +4 |
| Gamba Osaka     | 4  | 3 | 1 | 1 | 1 | 3  | 3  | 0  |
| Shonan Bellmare | 3  | 3 | 1 | 0 | 2 | 2  | 3  | -1 |
| Oita Trinita    | 1  | 3 | 0 | 1 | 2 | 3  | 5  | -2 |

| 16 febbraio 2020 |       |                 |
| Shonan Bellmare  | 1 - 0 | Oita Trinita    |
| Gamba Osaka      | 0 - 1 | Kashiwa Reysol  |
| 5 agosto 2020    |       |                 |
| Oita Trinita     | 1 - 1 | Gamba Osaka     |
| Kashiwa Reysol   | 1 - 0 | Shonan Bellmare |
| 12 agosto 2020   |       |                 |
| Kashiwa Reysol   | 3 - 1 | Oita Trinita    |
| Shonan Bellmare  | 1 - 2 | Gamba Osaka     |

## Fase ad eliminazione diretta

### Quarti di finale
| Arbitro: | Hiroyuki Kimura |

|                    |                      |               |
| Yoshiaki Komai 53’ | Marcatori            | 77’ Jun Amano |
|                    | Tiri di rigore 4 – 5 |               |

| Arbitro: | Ryūji Satō |

|  |           |                                      |
|  | Marcatori | 40’ Hiroto Goya 83’, 90’ Ataru Esaka |

| Arbitro: | Yūsuke Araki |

|  |           |                                                                                                   |
|  | Marcatori | 7’, 13’ Yū Kobayashi 21’ Manabu Saitō 46’ Akihiro Ienaga 72’ Yasuto Wakizaka 87’ Taisei Miyashiro |

| Arbitro: | Minoru Tōjō |

|                                 |           |  |
| Shūto Abe 37’, 53’ Adaílton 76’ | Marcatori |  |

### Semifinali
| Arbitro: | Masaaki Iemoto |

|  |           |                       |
|  | Marcatori | 11’ Tatsuya Yamashita |

| Arbitro: | Yūichi Nishimura |

|  |           |                  |
|  | Marcatori | 14’, 62’ Leandro |

### Finale
| Arbitro: | Koichiro Fukushima |

|                   |           |                          |
| Yusuke Segawa 45’ | Marcatori | 16’ Leandro 74’ Adaílton |

## Premi
- Miglior giocatore:
- Capocannoniere: Yū Kobayashi
- Premio "Nuovo Eroe":